# Michael Ciccarelli
Michael Ciccarelli (4 settembre 1996) è un ex snowboarder canadese.

## Biografia
In Coppa del Mondo di snowboard ha esordito il 26 agosto 2012 a Cardrona (25º nell'halfpipe) e ha ottenuto la prima vittoria, nonché primo podio, il 21 febbraio 2015 a Stoneham nello slopestyle.
In carriera ha preso parte a tre edizioni dei Campionati mondiali.

## Palmarès

### Olimpiadi giovanili
- 1 medaglia:
  - 1 oro (slopestyle a Innsbruck 2012)

### Coppa del Mondo
- Miglior piazzamento nella Coppa del Mondo generale di freestyle: 10º nel 2016
- Miglior piazzamento nella Coppa del Mondo di slopestyle: 3º nel 2015
- Miglior piazzamento nella Coppa del Mondo di big air: 4º nel 2016
- 3 podi:
  - 1 vittoria
  - 1 secondo posto
  - 1 terzo posto

#### Coppa del Mondo - vittorie
| Data             | Luogo    | Paese  | Disciplina |
| ---------------- | -------- | ------ | ---------- |
| 21 febbraio 2015 | Stoneham | Canada | SBS        |

Legenda:

SBS = Slopestyle